# 백문보
백문보(白文寶, 1303년~1374년)는 고려의 문신이다. 본관은 대흥(大興), 자는 화부(和父), 호는 담암(淡庵), 시호는 충간(忠簡)이다. 직산군(稷山君)에 봉해졌다.

## 생애
직산현(稷山縣)(충청남도 천안시 직산면) 사람이다. 승평부사(昇平府使)와 전리사판서(典理司判書)를 지낸 백견(白堅)의 아들이다. 20세에 백이정(白頤正)의 문하에서 수학하였고, 권부(權溥)와 우탁(禹卓)을 스승으로 삼았다.
1320년(충숙왕 7) 이제현(李齊賢)을 좌주로 하여 이곡(李穀)과 함께 문과에 급제, 춘추검열(春秋檢閱)을 거쳐 우상시(右常侍)에 이르렀다. 공민왕 초에 10과(十科)를 세워서 선비를 뽑도록 상소한 것으로 유명했고, 이것으로 공민왕의 신임을 얻어 밀직제학(密直提學)을 역임하였다. 고려말 우왕의 사부였던 백문보는《삼국사기》와 《고려사》를 통틀어 유일하게 ‘단군’에 대해 언급했고, ‘단기’를 계산하였다.
우왕이 즉위한 후 벼슬이 정당문학(政堂文學)에 이르러 직산군(稷山君)에 봉해졌다. 1369년(공민왕 18) 동생이자 문인이었던 종부령(宗簿令) 백문질에게 명하여 충청도 직산 한림봉(翰林峰) 아래의 전장(田庄)을 정리하고, 외가가 있는 경상도 영해부(慶尙道 寧海府)로 낙향하였다. 1374년(공민왕 23) 12월 향년 72세로 졸하니 우왕이 부음을 듣고 놀래고 심히 슬퍼하였다. 예관을 보내어 조문하고 시호를 충간(忠簡)이라 내렸다. 고려사에 열전(列傳)이 있다.

## 평가
성품이 청렴결백하고 정직하며 이단에 의혹되지 않고 문장에 뛰어난 것으로 알려져 있다.

## 가족관계
- 외조 : 박감(朴瑊), 경상도안찰사[6]
  - 부 : 견(白堅), 승평부사(昇平府使), 전리사판서(典理司判書)
  - 모 : 영해 박씨(寧海朴氏)
    - 부인 : 기성 황씨(箕城黃氏,(평해 황씨(平海黃氏))) 황서(黃瑞)의 딸
      - 양자 : 선(瑄), 좌우위보승별장 (동생 문질의 큰아들)
      - 사위 : 왕세흥(王世興)

    - 동생 : 문질(文質), 종부령(宗簿令)
    - 제수 : 황씨(黃氏)[7][8]
      - 조카 : 진(瑨), 나주목사[9]
      - 조카 : 수(需)
      - 조카 : 오(澳)
      - 조카 : 항(恒)

## 단군기원설
나라에서 대대로 동방의 사직을 지킨 결과 문물과 예악에 옛 유풍이 남아 있게 되었습니다. 그런데 뜻밖에 도적의 우환이 여러 차례 발생하고 홍건적이 도읍을 함락시키는 바람에 주상께서 남쪽으로 피난하셨으니, 그 일을 말하면 진실로 통분하기 그지없습니다. 지금 전란의 후유증으로 백성들이 의지해 살 수 있는 방도가 다 무너졌으니 넓으신 은택을 가득 내리셔서 살아남은 백성들에게 혜택이 돌아가게 해야 할 것입니다.
또한 하늘의 운수는 순환하는지라 한번 돌면 다시 시작되니 7백 년이 한 소원(小元)이 되고 3천 6백 년이 대주원(大周元)이 됩니다. 이것이 삼황(三皇)과 오제(五帝), 왕업(王業)과 패업(覇業)의 치란과 성쇠의 주기라 할 것입니다.
우리 동방은 단군으로부터 지금까지 3천 6백 년이 경과하여 바로 지금 주원(周元)을 맞았으니 요(堯)·순(舜)과 육경(六經)이 제시한 길을 마땅히 따라야 하며 눈앞의 공로나 이익을 따지거나 길흉화복을 점치는 따위의 이단을 쫓지 말아야 합니다. 이와 같이 한다면 하늘이 크게 도와 음양이 계절에 따라 순조롭게 됨으로써 나라의 복록이 연장될 것입니다.
바라옵건대 예종(睿宗)께서 청연각(淸燕閣)과 보문각(寶文閣)을 설치한 옛 일을 생각하시어 하늘과 사람의 도덕에 대한 설을 강구하셔서 성인의 유학을 밝히소서. 또한 시골 구석구석까지 모두 올바르게 된다면 저절로 나라가 다스려질 수 있는 것이므로, 당나라에서는 고을마다 대중정관(大中正官)을 두었고 우리나라는 초기부터 사심관(事審官)을 두었습니다. 이제 크고 작은 주군(州郡)에 다시 사심관을 두어서 비위를 규찰하게 하십시오.
신라가 처음 불교를 숭상한 이래, 백성들은 출가하기를 좋아하여 향리와 역리들이 모두 부역과 세금을 피하게 되었으며 사대부들은 아들 하나만 있어도 모두 머리를 깎게 하였습니다. 지금부터는 관청에서 도첩(度牒)을 발급받아야만 출가할 수 있도록 하고 한 집에 장정 셋에서 하나라도 부족하면 모두 허락하지 마소서.

- 《고려사》 열전 <백문보전>에 나오는 얘기로 백문보가 고려 공민왕에게 주청하여 상소한 내용에는 단군 이후로 3,600년이 되었음을 주장하는데, 그 시기를 거슬러 올라가 보면 기원전 2240년 정도가 된다.

## 척불소와 배불론
안향(安珦, 1243년 ~ 1306년)으로부터 이어져 왔던 척불론(斥佛論)과 배불론(排佛論), 그리고 이를 이어받은 담암(淡庵)의 척불소(斥佛疏)는 고려 말, 조선 초에 학자들간에 유명했다. 공민왕 12년, 계묘년(癸卯年, 1363년)에 상소한 척불소는 신라시대의 숭불(崇佛)이 나라에 미친 폐단을 예로 들어 시정할 것을 상소한 내용인데, 이것이 승려가 출가할 때 국가가 그 신분을 공인해 주는 제도로 발전하여 고려 말에 도첩제(度牒制)제도를 실시하기에 이른다. 일명 도패(度牌)라고도 하는 이 제도는 이후 억불숭유(抑佛崇儒) 정책을 내세운 조선 정부가 불교교세의 인적 기반을 제약하여 불교를 억압하고 국가통치에 예속시키려는 목적으로 이용하였다. 척불소는 공민왕의 두터운 신임 하에 국정개혁에 큰 역할을 하였다.
특히 조선 태조 때부터 강화되어 승려가 되려면 양반의 자제는 포(布) 100필, 서인은 150필, 천인은 200필의 정전(丁錢)을 내도록 했다. 당초 중국 남북조시대에 당나라에서 시작한 제도였지만 조선 초기에 강화되면서 군역(軍役)을 면제받으려는 승려들을 억제하려는 군사·경제적인 의도가 관리들과 결탁하면 쉽게 도첩을 얻어낼 수 있는 부작용으로 이어져 관리들의 부패 온상으로 변질되었다. 국가도 나중에 국가토목사업에 동원된 부역승(赴役僧)에게 도첩 또는 승인호패(僧人號牌)를 지급하도록 하였다.

## 작품
- 촉석루(矗石樓)[12]

## 전해오는 이야기
- "하늘과 땅 사이에 풀과 나무는 모두 하나의 기운이다. 그러나 그 뿌리·싹·꽃·열매들 사이에 혹은 수월하게 나고 맺히고 열리며, 혹은 더디게 나고 맺히고 열리는 등 어느 하나 똑같은 것은 없다. 그런데 밤나무는 어떤 식물보다도 더디다. 하지만 이것을 심어 자라게 하기는 어려워도 자라기만 하면 쉬 튼튼해지고, 잎이 매우 더디게 나오지만 나오기만 하면 쉬 그늘을 만들어주며, 꽃이 아주 늦게 피지만 쉬 왕성해지고, 열매가 마냥 늦게 맺히지만 맺히기만 하면 쉬 열매를 거둘 수 있다." - 담암일집(淡庵逸集)에 나오는 율정설(栗亭說)로 백문보가 윤택(尹澤, 1289 ~ 1370)의 당호(堂號)를 지어주면서 써준 글의 일부이다.

- 시문집 담암일집(淡庵逸集)에서도 나와 있듯이 문성공 안향의 문하에 이름난 여섯 학자를 6군자라고 추앙해 평생을 이들의 문하에 수학하면서 교류하였다. 6군자는 국재 권보, 역동 우탁, 동암 이전, 매운당 이조년, 이재 백이정, 덕재 신천 등을 일컫는다. 고려 말의 대학자요 정치가였던 익재 이제현이 국재 권보의 사위며 백이정의 문인이었던 점을 고려한다면 안향의 학문적 위상을 짐작할 수 있다.[13] 안향이 세상을 떠날 때 백이정, 권보 등 문인들에게 “나는 학문이 그대들보다 못하였다. 그대들은 연상이나 동년이라고 부끄럽게 여기지 말고 내가 세상을 떠나면 우탁을 나와 같이 스승으로 모시고 섬기라”고 당부했다. 이에 당시 백이정의 문인이던 익재 이제현과 치암 박충좌 등 24인과 권보의 문인이던 가정 이곡, 담암 백문보, 졸옹 최해 등 19인이 모두 역동 우탁의 문하에 들어가 수학해 학문적 계보가 이어졌다고 한다.[13]

- 백문보는 바둑을 잘 두었던 것으로 보인다. 목은 이색의 문집에 보면 최영 장군의 바둑이 ‘정당문학’을 지낸 백문보(白文寶) 와 맞수였다고 기록돼 있다.[14][13]